# Stanley Black & Decker
Die Stanley Black & Decker Corporation ist ein börsennotiertes US-amerikanisches Unternehmen mit Sitz in New Britain im US-Bundesstaat Connecticut. Das Unternehmen Stanley Works (davon die „Stanley-Messer“) entstand im Jahr 1920 durch eine Fusion von Stanley’s Bolt Manufactory (1843 durch Frederick Stanley gegründet) und Stanley Rule and Level Company (gegründet 1857 durch den Cousin Henry Stanley). 1910 gründeten S. Duncan Black und Alonzo G. Decker eine kleine Werkstatt in Baltimore, aus der The Black & Decker Manufacturing Company wurde. 
Im November 2009 kündigte Stanley Works die Übernahme von Black & Decker für 4,5 Milliarden Dollar an (damals umgerechnet rund 3 Mrd. Euro). Im März 2010 wurde die Verschmelzung der beiden Unternehmen abgeschlossen. Das daraus entstandene neue Unternehmen erhielt den Namen Stanley Black & Decker, Inc.

## Stanley Black & Decker Deutschland GmbH

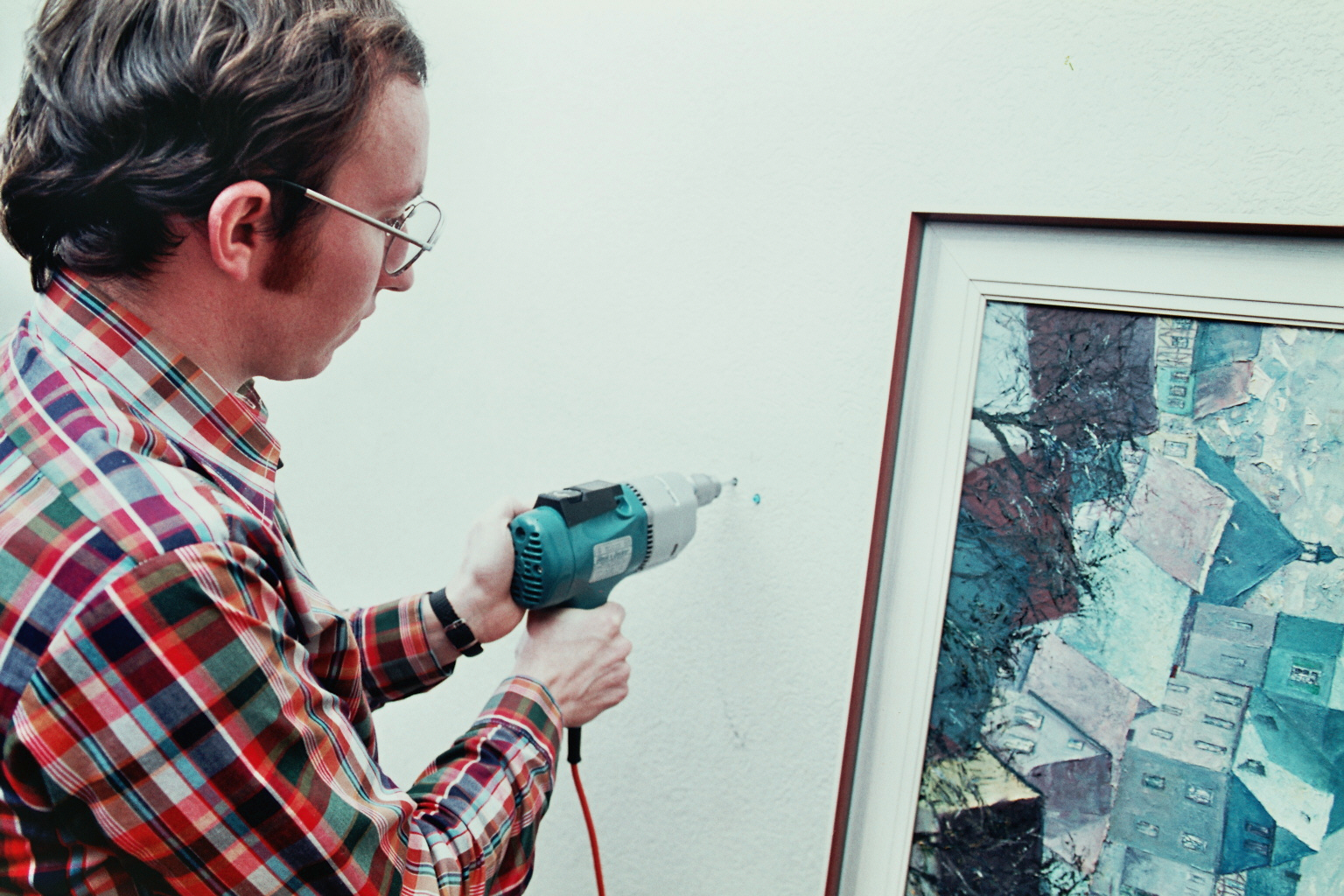
Anwendung einer Schlagbohrmaschine von Black & Decker Deutschland durch Franz-Josef Sehr

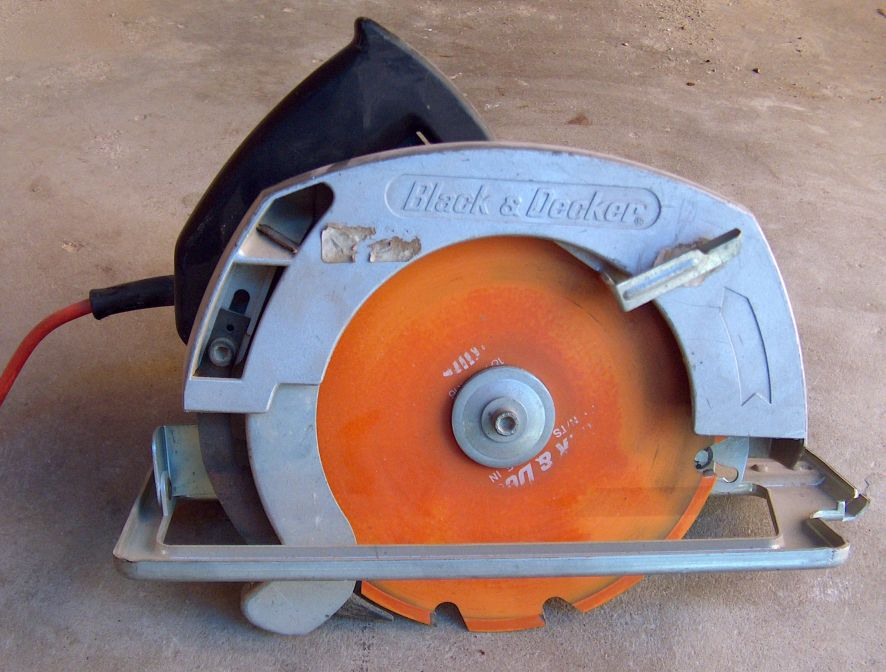
Handkreissäge von Black & Decker

Die Stanley Black & Decker Deutschland GmbH ist ein Hersteller von Elektrowerkzeugen und Zubehör mit Sitz in Idstein im Rheingau-Taunus-Kreis in Hessen. Sie wurde im Jahr 1958 unter dem Namen Black & Decker GmbH gegründet und beschäftigte im Jahr 2018 in Deutschland rund 280 Mitarbeiter. Am Standort Idstein werden Marketing und Vertrieb für alle Marken in Deutschland koordiniert sowie osteuropäische Länder, die Schweiz und Österreich betreut. In Idstein befindet sich auch der globale Bereich Forschung und Entwicklung Bohrhämmer, der mehrere Designauszeichnungen gewonnen hat, darunter den Designpreis der Bundesrepublik Deutschland, den red dot award und den IF Design Award.
Geschichte
Die deutsche Filiale, die Black & Decker GmbH, wurde im Jahr 1958 in Düsseldorf gegründet. Im Jahr 1964 brachte Black & Decker eine 2-Gang-Bohrmaschine für Heimwerker auf den deutschen Markt. 1967 entstand das Werk in Idstein; Black & Decker produzierte seine ersten Elektrowerkzeuge in Deutschland. 1969 kam eine 2-Gang-Schlagbohrmaschine als erstes in Deutschland entwickeltes Heimwerkergerät auf den Markt.
1970 stieg das Unternehmen in den Gartengerätemarkt ein. Im Jahr 1982 eröffnete Black & Decker in Limburg an der Lahn eine neugebaute Produktionsstätte, die 1994 wieder geschlossen wurde. 1987 übernahm Black & Decker in Deutschland den Vertrieb von professionellen Elektrowerkzeugen der Marke ELU, die vier Jahre später in die Marke DeWalt integriert wurde. Idstein wurde Sitz des globalen Bereichs Forschung und Entwicklung von Bohrhämmern. 2007 stieß Black & Decker in Deutschland in den Markt für Automobilzubehör vor.
Im August 2021 wurde die vollständige Übernahme des amerikanischen Rasenmäher- und Gartengeräteherstellers MTD vereinbart. Stanley Black & Decker hatte bereits 2018/2019 einen Anteil von 20 % an MTD erworben, verbunden mit der Option zur Übernahme aller Anteile ab Juli 2021.

## Marken

### Black & Decker

Black-&-Decker-Logo

Die Marke Black & Decker deckt die Produktbereiche Elektrowerkzeuge für Heimwerker, Gartengeräte, Haushaltskleingeräte sowie Automobilprodukte ab. Der Produktbereich Elektrowerkzeuge bedient in Deutschland den Heimwerkermarkt. Er umfasst netz- und akkubetriebene Werkzeuge, Arbeitstische und Kleingeräte sowie Zubehör. Der Produktbereich Gartengeräte umfasst Netz- und Akku-Geräte für Hobbygärtner. Zum Produktbereich Haushaltsgeräte gehören kabellose Handstaubsauger. Der Produktbereich Automotive beinhaltet Produkte für Auto, Motorrad, Haus und Werkstatt wie Starthilfe- und Batterieladegeräte, Spannungswandler und Scheinwerfer.

Das Logo von DeWalt

### DeWalt
Zielgruppe der Marke DeWalt sind Anwender in Industrie und Handwerk. Sie wird primär über den Fachhandel vertrieben. Zum Sortiment gehören Akku-, Netz- und Stationärmaschinen sowie Arbeitskleidung, Sicherheitsschuhe und Schutzbrillen.

### Facom
Unter der Marke Facom werden Maulschlüssel, Schraubenzieher und Zangen verkauft.

### USAG
USAG ist ein italienischer Werkzeughersteller, der 1926 in Gemonio gegründet und 1991 von Facom übernommen wurde.

### Sargent and Greenleaf
Sargent and Greenleaf (S&G) ist ein im Jahr 1856 von James Sargent und Halbert Greenleaf in Rochester (New York) gegründetes Unternehmen, das zum Jahr 1975 seinen Unternehmenssitz nach Nicholasville (Kentucky) verlegte und 2005 von Stanley aufgekauft wurde. S&G ist auf Schließtechnik spezialisiert. Die Produktpalette umfasst Vorhängeschlösser sowie Schließmechanismen für Tresore und Truhen. Darunter waren ab 1948 auch Auftragsentwicklungen der US-Regierung. Ein Zahlenschloss mit einem einzigen Drehknopf, wie es von Tresoren bekannt ist, wird als Vorhängeschloss angeboten. Bis 1970 wurden nur mechanische Produkte angeboten. Nennenswerte Konstruktionen waren das magnetische Zahlenschloss sowie Zeitschlösser, die auf Uhrzeit oder Verzögerung gegen erschöpfende Versuche schützten.

### Piranha
Piranha ist die Marke für Universalzubehör und umfasst Zubehörsegmente wie Bohren, Sägen, Schrauben und Schleifen. Hauptzielgruppe sind Heimwerker. Piranha-Bohrer werden überwiegend von den Bayrischen Bohrerwerken (BBW) produziert. BBW ist ein Spezialanbieter für Bohrer, der sein gesamtes Sortiment selbst produziert. Zielgruppe sind Heimwerker sowie Handwerker und Anwender aus der Industrie.

### Weitere
Weitere Marken auf dem US-Markt sind u. a. Porter-Cable (Elektrowerkzeug) und Craftsman (Gartengeräte, Hand- und Elektrowerkzeuge für Heimwerker) sowie international Bostitch (Klammergeräte).